# Origini del cinema narrativo

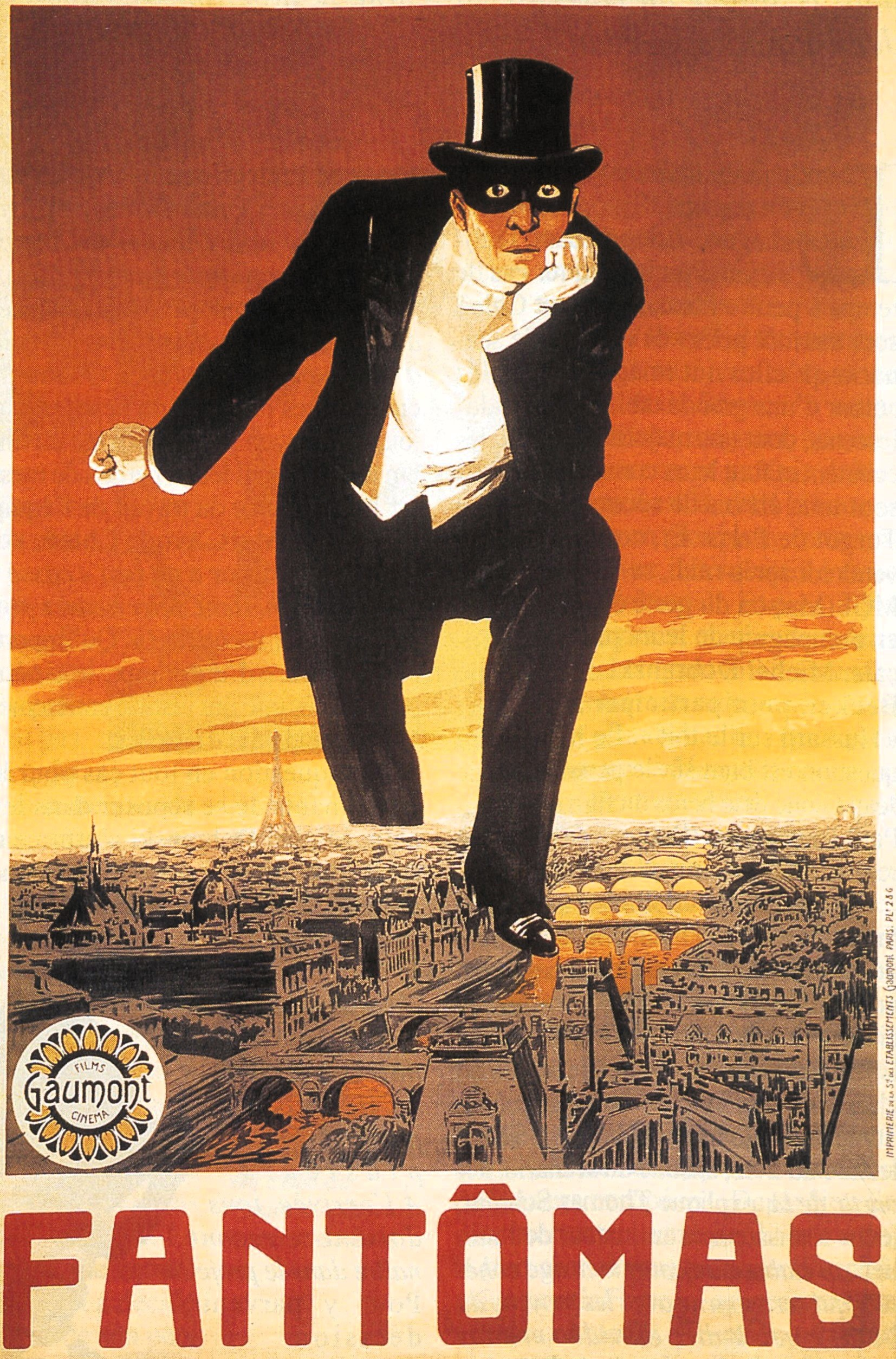
Poster di Fantômas, il primo serial francese

Il periodo delle origini del cinema narrativo è una fase della storia del cinema che va grossomodo dal 1906 al 1915. Si tratta della risposta del cinema alla sua prima crisi (1905-1906), riciclandosi come svago per le classi popolari, nel quale il motivo di attrazione prevalente non era più il mostrare "quadri animati" ed effetti speciali, ma il raccontare storie.
Inoltre, a causa della fruizione di massa delle proiezioni cinematografiche, si rese impossibile avere un narratore presente fisicamente alle proiezioni (caratteristica tipica della cinematografia precedente), con le pellicole che ormai raccontavano le storie "da sole", grazie a scene più esplicite e lineari e grazie all'uso delle didascalie. Gli spettatori rimasero allora soli davanti alla macchina da presa, ponendo le premesse per l'immenso potere sulle masse del cinema e dei suoi modelli comportamentali.
In un primo momento la voce del narratore venne semplicemente sostituita dalle didascalie, più astratte e impersonali; solo con il cinema sonoro la transizione fu completa.

## Storia
Nel 1962 Morin riconobbe nel cinema dopo il 1906 "la trasformazione del Cinematografo in Cinema", inteso come passaggio dall'attrazione un po' fenomeno da baraccone allo spettacolo di svago e intrattenimento come lo intendiamo oggi.
Il cinema delle origini, detto "delle attrazioni mostrative", serviva per mostrare una storia che veniva necessariamente spiegata da un narratore o imbonitore presente in sala. Inoltre le storie erano spesso disorganizzate, anarchiche, più interessate a mostrare il movimento e gli effetti speciali più che a narrare qualcosa. Solo il cinema inglese, legato alla tradizione del romanzo vittoriano, era più accurato nelle storie narrate, prive di salti temporali e di grosse incongruenze.
Nel 1908 alcuni produttori newyorchesi per la prima volta si trasferiscono nel sobborgo di Los Angeles Hollywood per sfruttare l'illuminazione naturale del sole durante tutto l'anno. Nel frattempo negli Usa imperversa la guerra dei brevetti, che alla fine vide Thomas Edison sconfitto nel 1915: fino ad allora il cinema americano era restato imbrigliato, lasciando gli Stati Uniti come terra di conquista delle produzioni europee; in seguito la produzione americana venne rilanciata ribaltando presto l'ago della bilancia.
Alcuni incidenti gettarono cattiva luce sul cinema: la pellicola è infatti altamente infiammabile e alcuni episodi, come il grave incendio a Torino nel 1911, fecero nascere una legislazione sulla proiezione cinematografica, che obbligò per esempio a collocare la proiezione in una sala separata dal pubblico.
In questo periodo nacquero anche i primi giornali dedicati esclusivamente al cinema:
- Negli Stati Uniti Moving Picture World, dal 1907
- In Gran Bretagna The Bioscope, dal 1907
- In Francia Ciné-journal, dal 1908

Su queste riviste, un po' come oggi, si trovavano le inserzioni a pagamento dei produttori sulle nuove pellicole.

## Un nuovo pubblico

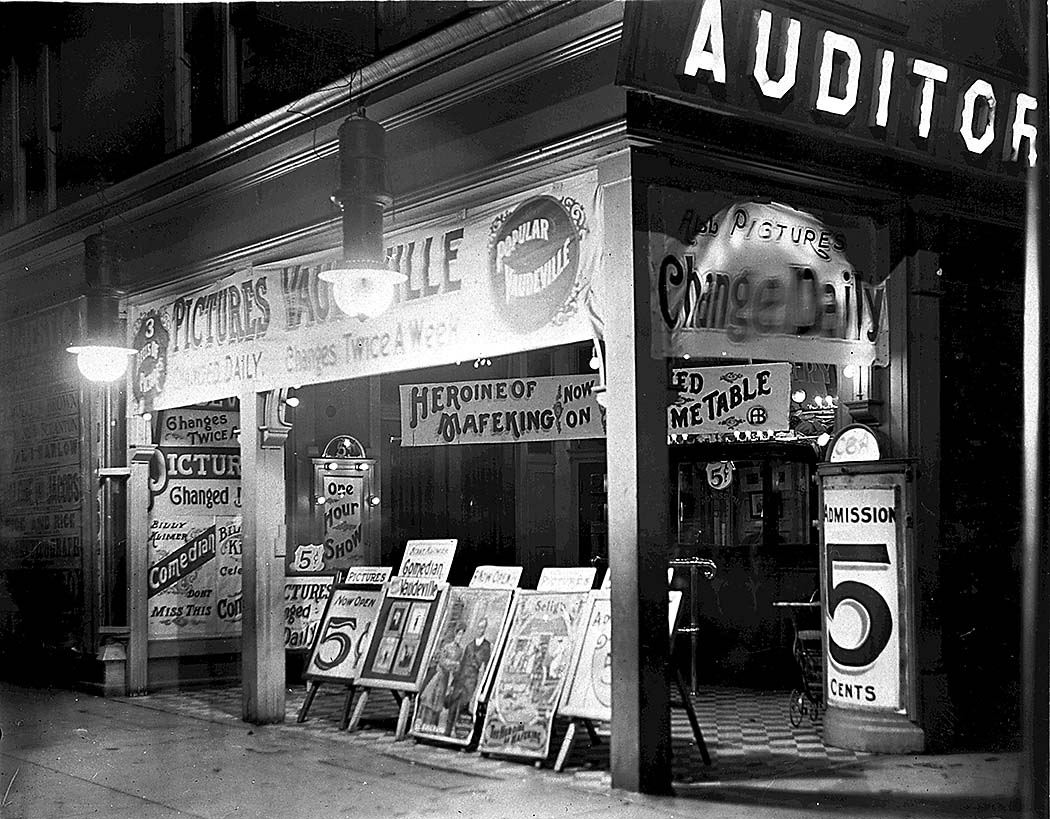
Un "nickelodeon" a Toronto

La nascita di un cinema che raccontasse storie da solo è strettamente legata ai cambiamenti sociali dei primi anni del Novecento: verso il 1906 il cinema viveva la sua prima crisi, per il calo di interesse del pubblico. La perdita di interesse verso un'attrazione ormai divenuta consueta spazzò tutto il mercato degli ambulanti e dei tendoni che giravano per le fiere e le feste di paese con il cinematografo. Ci fu una dura crisi che portò il costo del biglietto del cinema in America da 20/25 centesimi di dollaro a 5.
La riscossa però fu possibile grazie alla creazione di grandi sale di proiezione a prezzi molto contenuti rivolte alla classe operaia, come svago economico e divertente. Le lotte operaie avevano infatti portato alcuni miglioramenti alla classe dei lavoratori, come una certa sicurezza economica e la possibilità di qualche distrazione magari la domenica: il teatro divenne anche popolare (con gli spettacoli di varietà e i melodrammi) e nacquero i "nickelodeon" (dai nickelini, le monete da 5 centesimi di dollaro), dove era impensabile usare una persona per spiegare le vicende del film; per questo le pellicole iniziarono ad essere intelligibili automaticamente, con contenuti più semplici e espliciti e con le prime didascalie.

### Circuiti di sale: Stati Uniti
Alcuni primi avventurieri iniziarono ad acquistare più sale, dando vita a veri e propri circuiti: fra gli altri il tintore e clown William Fox, il commerciante di pellami Adolph Zukor e i quattro fratelli Warner, riparatori di biciclette. Nel 1910 negli Stati Uniti c'erano già 10.000 sale (oggi ce ne sono circa il doppio), 300 in Francia e circa 2.000/3.000 nel resto del mondo.

### Circuiti di sale: Pathé
Dal 1906 la distribuzione venne rivoluzionata: se fino ad allora le pellicole dovevano essere acquistate da chi intendeva proiettarle al pubblico (impedendo di fatto la rotazione veloce degli spettacoli), in seguito si ricorse al noleggio. Ciò ebbe come conseguenza che prima erano gli operatori ad essere costretti a viaggiare per mostrare le proprie pellicole a un numero consistente di spettatori per coprire i costi di acquisto dei film stessi; in seguito furono invece le pellicole a viaggiare tra una città e l'altra.
In Europa l'impresario francese Charles Pathé riuscì per primo a mettere su un vero e proprio circuito di sale, comprando i film sul mercato invece di produrli direttamente. Incentivò quindi la produzione altrui e fu padrone anche del mercato statunitense, dove gli americani erano ancora imbrigliati nella guerra dei brevetti (1908-1912). Gradualmente il cinema iniziava a diventare un'istituzione sociale, con le sue sale, i suoi orari, le sue regole e un proprio pubblico.

## Nuove storie e nuovi generi
Era chiaro che il rilancio del cinema poteva avvenire solo con la narrazione di storie nuove, ma come e quali era tutto da decidere: alcuni si ispirarono al teatro popolare, altri al romanzo d'appendice; alcuni, soprattutto in Europa, si affidarono a grandiose scenografie, a scene di massa, a drammi storici, mentre altri arruolarono gli acrobati e i comici del circo. Si delinearono così i primi generi cinematografici: guerra, western, melodramma, comico.
Anche lo stile aveva bisogno di rinnovarsi: avevano stancato le inquadrature fisse e lunghe (i "piani d'insieme"), i personaggi gestiti in gruppo senza nessun protagonista, senza confine tra buoni e cattivi.
La svolta fu rappresentata dal montaggio analitico e narrativo, attribuito all'americano David Wark Griffith, il cui Nascita di una nazione del 1915 è il primo vero film in senso moderno e rappresenta il culmine del nascente linguaggio cinematografico, codificando una nuova "grammatica" (sia in termini di stile che di contenuti e di lunghezza) che ancora oggi è usata. Griffith fu senz'altro il sintetizzatore di tante scoperte di più padri, che erano riusciti a ribaltare il ruolo dello spettatore: da osservatore distaccato, come a teatro, venne trascinato dentro la storia filmata.

### Il genere comico
La nascita dei generi cinematografici ebbe luogo soprattutto in Europa. In Francia nacquero i film comici, con le imprese di clown e acrobati presi dal circo, le cui imprese erano spesso rese esplosive dal montaggio. Lo schema classico era quello del comico stralunato che creava un disastro dandosela poi a gambe levate, esaltando il motivo cinematografico della fuga-inseguimento. Dal 1905 c'era André Deed, il cui personaggio arrivò in Italia col nome di Cretinetti: era uno stupido, la cui ingenuità strampalata smascherava anche la sciocchezza dei riti e delle cerimonie della società borghese.
Più raffinato era Max Linder, che verso il 1905 creò il personaggio del gentiluomo "Max", sognatore e distratto, che gli valse il primo contratto di attore cinematografico pagato con cifre astronomiche, grazie al sodalizio con Pathé.
In Italia il francese Ferdinand Guillaume, detto Polidor, creò un personaggio lunare, a metà strada fra l'uomo e il bambino, che ebbe notevole popolarità. Nel 1911 interpretò un Pinocchio sospeso tra realtà e fantasia, perfettamente metà uomo e metà marionetta.

### Il genere poliziesco
Precoce fu anche la nascita del genere poliziesco, inaugurato da Louis Feuillade con i film in serie (serial cinematografici, antenati degli attuali serial televisivi), con alcuni personaggi fissi che passavano da un'avventura all'altra: nel 1913 nasceva Fantômas e nel 1915-16 Les vampires (un gruppo di criminali guidati da una donna).

### Il film d'arte
Ma il cinema non si stava incanalando solo verso il pubblico popolare, in Francia era sorta nel 1908 la società di produzione Film d'Art, fondata dai fratelli Paul e André Lafitte, che promuoveva il cinema come arte colta e raffinata. Si dedicarono alla messa in scena di opere letterarie celebri, con interpreti della Comédie-Française: per la prima volta il cinematografo ottenne un solenne riconoscimento estetico. Nel 1908 inaugurò la serie il film L'Assassinat du duc de Guise, con musica orchestrale appositamente scritta da Camille Saint-Saëns e eseguita in sala dal vivo. Le grandi star del teatro iniziarono a calcare anche le scene cinematografiche, come Sarah Bernhardt nel 1911 (La Reine Elizabeth) e, in Italia, Eleonora Duse nel 1916 (Cenere).
In Italia il cinema nacque da una sorta di mecenatismo cinematografico, protetto da aristocratici in cerca di rilancio della propria immagine di protettori della cultura, non senza dimenticare i grossi guadagni che il nuovo strumento permetteva. Nel 1911 la Milano Films produsse un film di grande impegno letterario, la riduzione cinematografica dell'Inferno di Dante, a cui fece seguito un film concorrente con lo stesso titolo della Helios Film.

### Il film storico

Cabiria (1914), il tempio di Moloch

In Italia nacque una tradizione cinematografica legata al teatro. Case di produzione avevano sede a Roma, Torino, Milano e Napoli. I primi lungometraggi della storia cinematografica furono probabilmente italiani. Il film storico o in costume venne inaugurato dalla Cines di Roma, di Filoteo Alberini, che nel 1905 produsse La presa di Roma, composto a quadri animati, ispirati alle opere del pittore Michele Cammarano. Nel 1913 venne prodotto Quo vadis? di Enrico Guazzoni.
A Torino la Ambrosio Film, spinta dal successo del genere, produsse nel 1908 Gli ultimi giorni di Pompei, con grandi effetti visivi, scene di massa e atmosfere di terrore. Il film inaugurò il genere catastrofico ed era composto, anche questo, da una serie di quadri animati senza montaggio. Sempre a Torino la Itala Film di Giovanni Pastrone (che può essere considerato il padre del cinema italiano) inaugurò una "Serie d'arte" con il film La caduta di Troia, del 1911, anch'esso con lunghe inquadrature teatrali fisse.

#### Nascita dell'industria cinematografica italiana

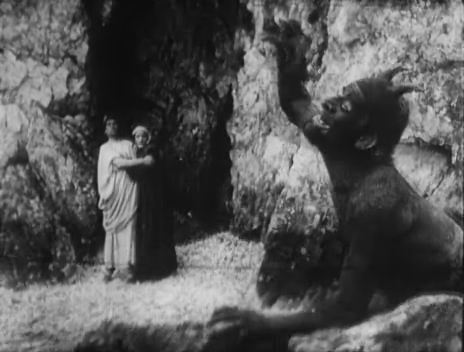
L'Inferno, 1911

In questo periodo, come accennato sopra, si registrò la nascita del cinema italiano inteso come industria grazie alle case di produzione cinematografica sorte nel giro di pochi anni in varie città, tra le quali spiccarono quelle di Roma, Torino e Milano, specializzate in film storici. Presto l'Italia divenne uno dei primi paesi produttori di pellicole filmate, inventando anche un nuovo genere all'avanguardia, lo spettacolo visionario, teatrale e musicale ispirato all'opera lirica che ebbe in Giovanni Pastrone il suo principale creatore.
La prima opera di ampio respiro e di stile originale fu Cabiria, del 1914, importante sia per le grandiose scenografie sia per il nuovo linguaggio cinematografico che coi movimenti di macchina (grazie al carrello) abbandonava le inquadrature lunghe e fisse dei precedenti film "a quadri animati". Cabiria fu molto ammirato e imitato anche all'estero, anche in America dove influenzò lo stesso David W. Griffith.

## Nuove tecniche e nuovi linguaggi

### Le didascalie

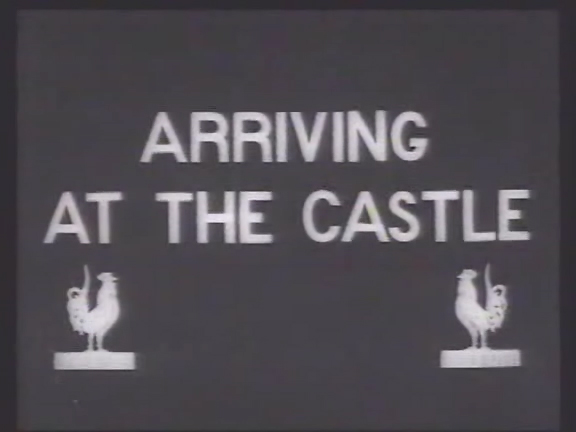
Didascalia di un film della Pathé (1908)

I primi film erano privi di didascalie, perché ogni spiegazione veniva data da un narratore presente fisicamente in sala, secondo uno schema che si era tramandato dai tempi della lanterna magica.
Le prime didascalie nacquero come "titoli" delle scene componenti un film: l'esempio più antico conosciuto è nel film del 1903 Uncle Tom's Cabin di Edwin Porter. Inizialmente comunque le didascalie venivano lette dall'imbonitore, che quindi non sparì subito, ma che anzi aggiungeva anche dei commenti prestabiliti indispensabili per capire l'azione.
Una seconda fase delle didascalie fu quella dell'uso come commento delle azioni: tipiche di David Wark Griffith, sostituivano completamente l'imbonitore, anzi si può dire che fossero il commento "ufficiale" del regista. Vi si sottolineavano alcuni punti della storia, aiutando a capire i personaggi (chi buono, chi cattivo), spiegando alcuni punti, anche in maniera molto personale, con le simpatie, le opinioni personali del regista, le sue annotazioni sarcastiche.
Un altro uso avviato più o meno contemporaneamente fu quello di collocare l'azione nel tempo e nello spazio, soprattutto nei film con frequenti salti da un luogo e da un periodo all'altro. Infine, dopo il 1915, si avranno anche didascalie con i dialoghi dei personaggi.

### Griffith e il montaggio narrativo

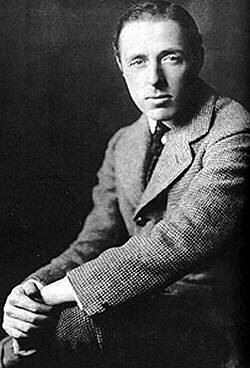
D. W. Griffith

Dopo Pastrone molti registi iniziarono a cambiare punto di vista nelle scene, a inserire piani ravvicinati e dettagli, spezzando la vecchia inquadratura unica con più "inserti". Evidenziando alcuni dettagli o stati d'animo o altro essi rendevano la storia più chiara e semplice da capire.
Colui che seppe codificare il cinema come opera narrativa fu l'americano David Wark Griffith, che già nei primi film, dal 1908 per la casa di produzione American Mutoscope and Biograph Company mostrò un'attenzione verso le varie tecniche del montaggio che si evolveranno a formare il cosiddetto montaggio classico: dall'uso della soggettiva ai raccordi.
Nel 1914 diresse il suo capolavoro, la Nascita di una nazione, un lungometraggio che viene preso come spartiacque tra il cinema "mostrativo" o delle attrazioni e il cinema narrativo. Il film segnò la creazione di un linguaggio dove tutte le sperimentazioni dei decenni precedenti venivano a trovare un loro posto nella creazione di particolari sensazioni ed effetti nella storia: ecco che il montaggio alternato diventava utile nelle scene di inseguimento, il primo piano assumeva l'incarico fondamentale per costruire la psicologia del personaggio, ecc. La velocità del montaggio, confrontata con la fissità e staticità delle scene nel cinema precedente, produsse nuove, impensate emozioni nel pubblico, facendo nascere un nuovo stile e un nuovo modo di raccontare: il cinema narrativo.

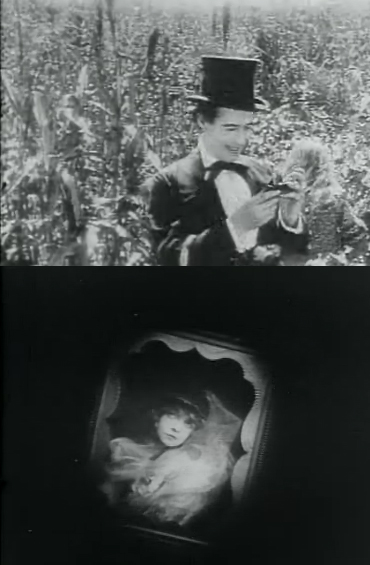
Esempio di raccordo di soggettiva: Ben Cameron si innamora di Elsie Stoneman guardandone il ritratto (Nascita di una nazione)

Il rapporto tra quello che si intendeva raccontare e quello che si mostrava con Griffith si inverte: prima la storia era un pretesto per metter su visioni e sfolgoranti effetti speciali, ora il primo interesse del regista e del pubblico è innanzitutto sulla vicenda raccontata.
Griffith fu anche il primo vero regista della storia del cinema, che entrò in conflitto col suo operatore Billy Bitzer proprio per le questioni inerenti alla direzione e la paternità del film. Il regista divenne una sorta di "narratore invisibile", che conduceva il pubblico nella storia, sostituendo quello che nel cinema delle origini era stato il narratore o imbonitore, presente in sala durante le proiezioni. Con la specializzazione in varie professioni (regista, operatore, sceneggiatore, fotografo, montatore) il narratore diventerà l'espressione di una collettività di soggetti, compresi anche gli attori, rendendo il cinema una grande arte collettiva, al pari di tradizioni come quella della danza o della musica per orchestra.
Con Intolerance (1916) Griffith superò sé stesso proponendo già un superamento dei modi della narrazione che lui stesso aveva creato: nel nuovo film usò il montaggio parallelo per collegare quattro storie ambientate in tempi e luoghi molto diversi, accomunate dall'idea di condanna dell'intolleranza in favore della pace e dell'armonia tra gli individui. I tempi più lunghi e i continui collegamenti teorici dovevano stimolare la riflessione dello spettatore, con un interesse del regista più verso la trasmissione di un concetto che sulle singole storie in sé.

### La sequenza

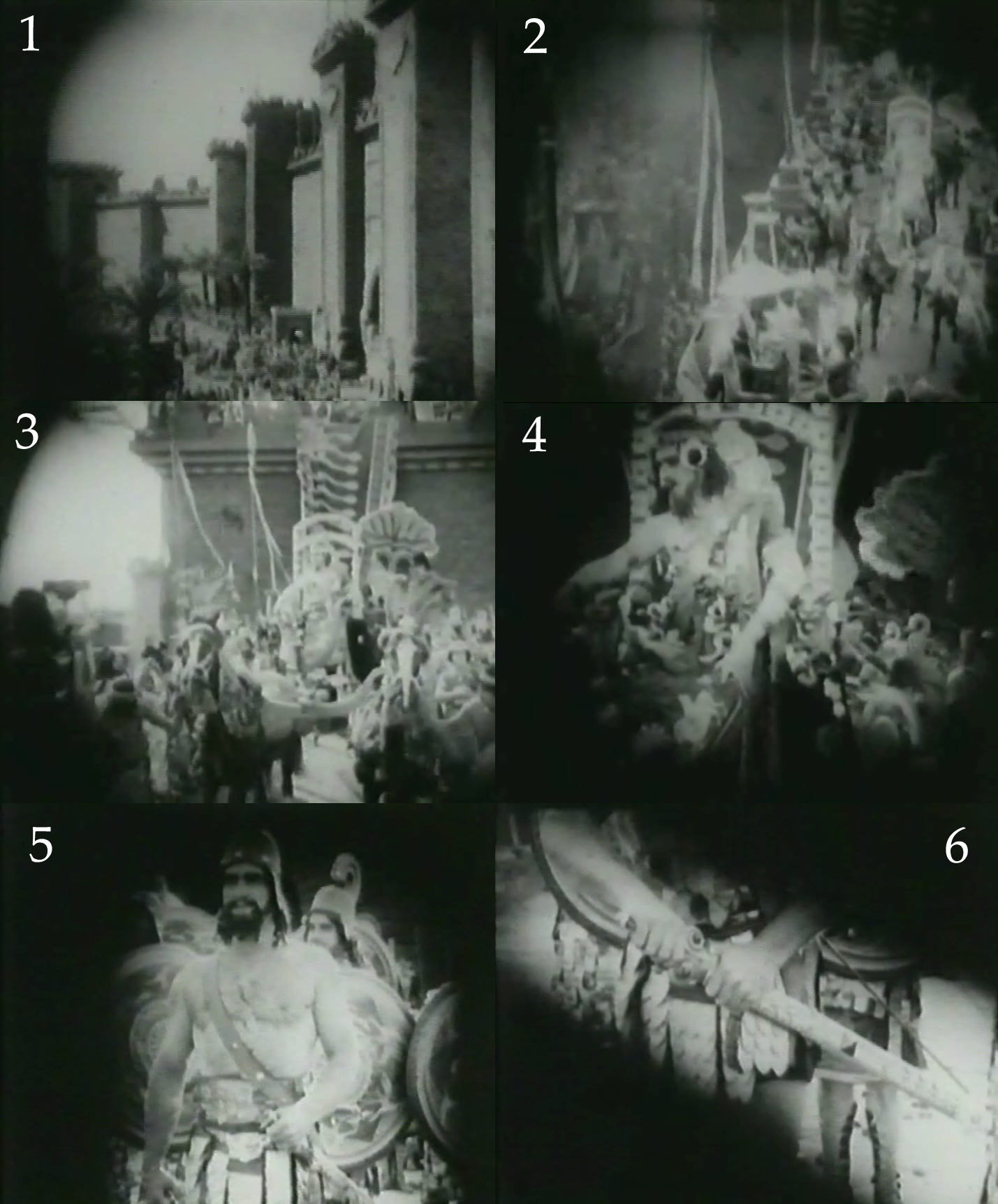
Sequenza con inquadrature gerarchiche: dalla panoramica ("master shot", 1-2), al personaggio principale (il principe, 4), al personaggio secondario (la guardia del corpo, 5) fino al dettaglio (la spada, 6). I mascherini aiutano a focalizzare velocemente quello che il regista vuole far vedere. Da Intolerance, 1916.

Con Griffith venne teorizzato il linguaggio cinematografico del montaggio. La "grammatica" di Griffith, diventata quella del cinema fino ai giorni nostri, comprendeva:
- l'inquadratura intesa come singola ripresa, assimilabile ad una parola;
- la scena intesa come insieme di inquadrature, assimilabile alla frase;
- la sequenza intesa come insieme di scene, assimilabile ad un paragrafo.

Nella sequenza esisteva una gerarchia tra le inquadrature, dove i dettagli dipendevano dall'inquadratura d'insieme, il "master shot": in una sequenza tipo prima si mostrava la scena d'insieme, poi si avvicinava il campo verso i personaggi principali e i dettagli che li riguardavano; infine si poteva inquadrare dettagli e personaggi secondari che componevano il quadro. La mancanza di gerarchia generava confusione e impediva di capire e collocare mentalmente i dettagli.
Grande importanza era data al tempo ed alla velocità narrativa: i film non erano più delle "vedute" autarchiche entro le quali si svolgeva tutta l'azione, ma una costruzione precisa di molte inquadrature. Gli spettatori presto vennero abituati a guardare gli stessi soggetti da molti punti di vista (vicino, lontano, frontale, di lato, dietro, ecc.). In questo contesto il montaggio smise di essere un effetto speciale, ma divenne invece la pratica comune di scomporre e ricomporre le azioni. Per unire due scene vennero messi a punto vari tipi di raccordo, che permettevano di passare da un punto all'altro in maniera continua e lineare, senza sbalzi (raccordo sull'asse, raccordo di movimento, raccordo di soggettiva...).

### Il mondo diegetico
Una conseguenza del nuovo linguaggio cinematografico fu la nascita del cosiddetto "mondo diegetico" (dal greco dièghesis, narrazione), cioè un mondo illusorio dei film, dove tutto è finzione.
Col montaggio ormai si potevano rendere vicini nella mente dello spettatore luoghi molto distanti (ad esempio due stanze filmate in studios diversi), luoghi veri e luoghi ricostruiti (si pensi alle scene in esterno dove i personaggi entrano in una stanza, filmata invece in studio), oppure rendere continui due momenti filmati a considerevole distanza di tempo (riprendere una scena in tutti i vari punti di vista richiedeva anche giorni), magari far guardare negli occhi due attori che nella realtà non si sono nemmeno incontrati, ecc.
In parole povere il montaggio narrativo creava illusoriamente una continuità spaziale e temporale tra inquadrature girate in tempi e luoghi diversi e montate in una sequenza unitaria, dando origine a un mondo virtuale dove tutto era finzione.

### Europa e Stati Uniti: prime differenze sintattiche
Gradualmente anche il cinema europeo iniziò ad adeguarsi alle novità provenienti dall'America, abbandonando le inquadrature fisse in favore di un montaggio dinamico e drammatico. Lo stile europeo però (con esclusione del cinema russo, fatto di inquadrature brevissime) mantenne dei tempi più distesi e campi lunghi. La profondità di campo (cioè l'inquadratura che mette a fuoco anche particolari molto lontani) era evitata dai cineasti americani perché riempiva l'inquadratura di dettagli che avrebbero distratto lo spettatore nel veloce passaggio all'inquadratura soggettiva, richiedendo un rallentamento nel montaggio analitico.
In Europa invece si continuò a valorizzare il campo profondo, facendone anzi un punto di riferimento estetico. Da ciò conseguono tempi diversi, inquadrature più lunghe e complesse, dove lo spettatore abbia il tempo di soffermarsi a guardare i dettagli. Fin da allora quindi il cinema europeo fu più lento, di osservazione e contemplazione, mentre il cinema americano era maggiormente vocato all'azione veloce e brillante, con inquadrature brevi, chiare e precise.